# خسوس گایاردو
خسوس گایاردو (اسپانیایی: Jesús Gallardo‎؛ زادهٔ ۱۵ اوت ۱۹۹۴) بازیکن فوتبال اهل مکزیک است.
وی ۲۲ بازی برای تیم ملی فوتبال مکزیک انجام داده‌است.